# Anatol Radzinowicz
Anatol Radzinowicz (ur. 10 grudnia 1911 w Łodzi, zm. 12 marca 1994 w Wiesbaden, Niemcy) – polski scenograf filmowy.

## Życiorys

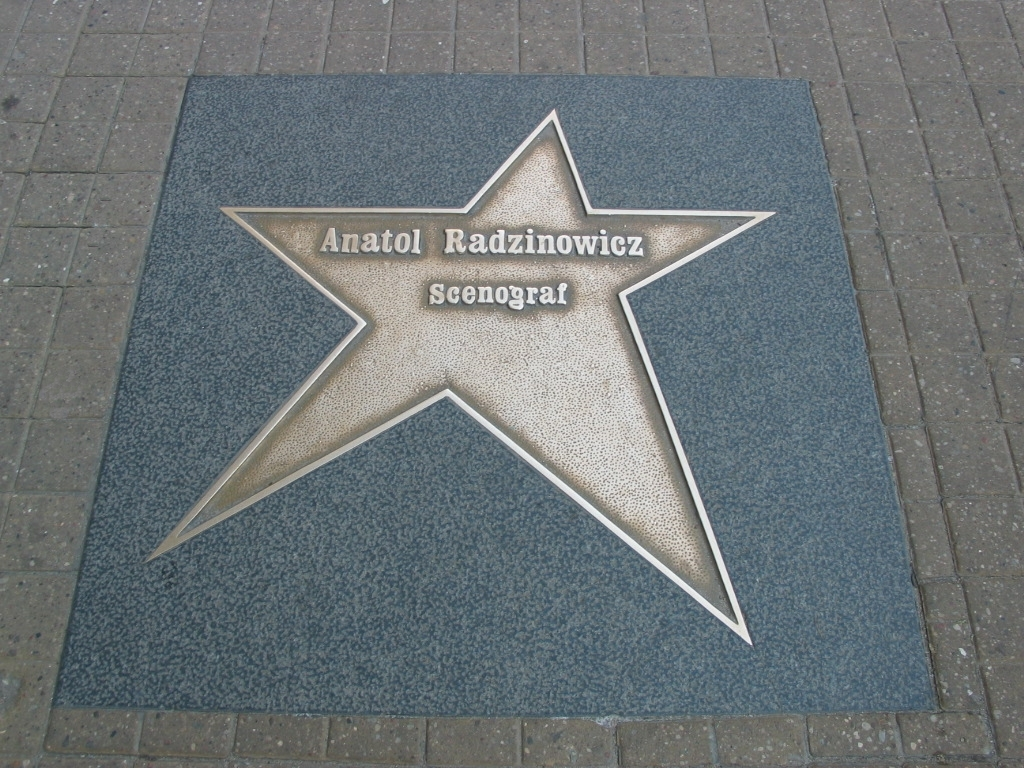
Gwiazda w Alei Gwiazd w Łodzi

W 1939 ukończył studia architektoniczne w Pradze. Pracował jako scenograf w studiu filmowym Barrandov. W 1945 był krótko dyrektorem Łódzkiej Rozgłośni Polskiego Radia, a od 1946 pracował jako scenograf w Wytwórni Filmów Fabularnych w Łodzi. Od 1949 był wykładowcą PWSF w Łodzi.
W następstwie wydarzeń marcowych 1968 utracił możliwość pracy w Polsce (m.in. zniszczono jego gotową już scenografię do nigdy niezrealizowanego filmu o Januszu Korczaku w reżyserii Aleksandra Forda). W 1969 wyjechał do RFN, gdzie do 1977 pracował jako scenograf w telewizji ZDF w Moguncji. Był też autorem scenografii do dwóch filmów Aleksandra Forda zrealizowanych w Niemczech: Krąg pierwszy oraz Jest pan wolny, doktorze Korczak.
Spoczywa w kwaterze żydowskiej Norra begravningsplatsen w mieście Solna.
W 2003 odsłonięto gwiazdę Anatola Radzinowicza w Alei Gwiazd w Łodzi.

## Wybrana filmografia
- 1946: Zakazane piosenki
- 1948: Skarb
- 1957: Król Maciuś I
- 1958: Orzeł
- 1958: Ósmy dzień tygodnia
- 1960: Szatan z siódmej klasy
- 1961: Dziś w nocy umrze miasto
- 1962: Jak być kochaną
- 1962: O dwóch takich, co ukradli księżyc
- 1970: Abel, twój brat